# Sacha Guitry
Sacha Guitry, teljes nevén: Alexandre Georges-Pierre Guitry (Szentpétervár, 1885. február 21. – Párizs, 1957. július 24.) francia színész, rendező, producer, író, drámaíró.

## Életpályája
Apja Lucien Germain Guitry (1860-1925), korának első számú francia színésze volt; többek között Sarah Bernhardt partnere is. 1855-ben a szentpétervári Mihajlovszkij színházban játszott.
Sacha Guitry keresztapja III. Sándor cár volt, aki Lucien Guitry művészetének nagy tisztelője volt. Keresztneve Sacha, azaz Szása, az Alekszandr (Sándor) orosz beceneve. Anyja, Renée Delmas megelégelve Lucien Guitry sorozatos nőügyeit, különösen a Sarah Bernard-hoz fűződő viszonyát, 1885-ben válókeresetet adott be férje ellen. 1889 februárjában kimondták a válást, Sachát anyjának ítélték, aki azonban megengedte, hogy a fiú az 1889-as téli színházi szenzonban apjával együtt Szentpétervárra utazzon, és a színpadon a cári család előtt is fellépjen.
Bár már 1915-ben is forgatott egy filmet, valójában 1935-ben kezdett rendszeresen filmezni, felismerve, hogy a film – szemben a színházzal – szinte örökre megmarad.
1939-ben a Goncourt Akadémia tagja lett. Párizs német megszállása idején végig színpadon volt. Ennek következtében az Ellenállás bevádolta. A Párizs felszabadításakor megkezdődő tisztogatás („épuration”) keretében 1944. augusztus 23-án fegyveres partizánok elhurcolták otthonából. Hatvan napot különböző börtönökben töltött. Barátai ügyvédeket fogadtak megmentésére, végül október 24-én bizonyíték hiányában szabadon engedték. Csak 1947-ben kapott értesítést az eljárás megszüntetéséről („non-lieu”). A felszabadítás idején szerzett élményeit 60 jours de prison (Hatvan nap börtönben) című elbeszélésében írta meg, amely 1949-ben jelenhetett meg először.
Több mint száz színdarabot írt, melyek közül nem egyet meg is filmesített. Több irodalmi műve megjelent magyar nyelven is.

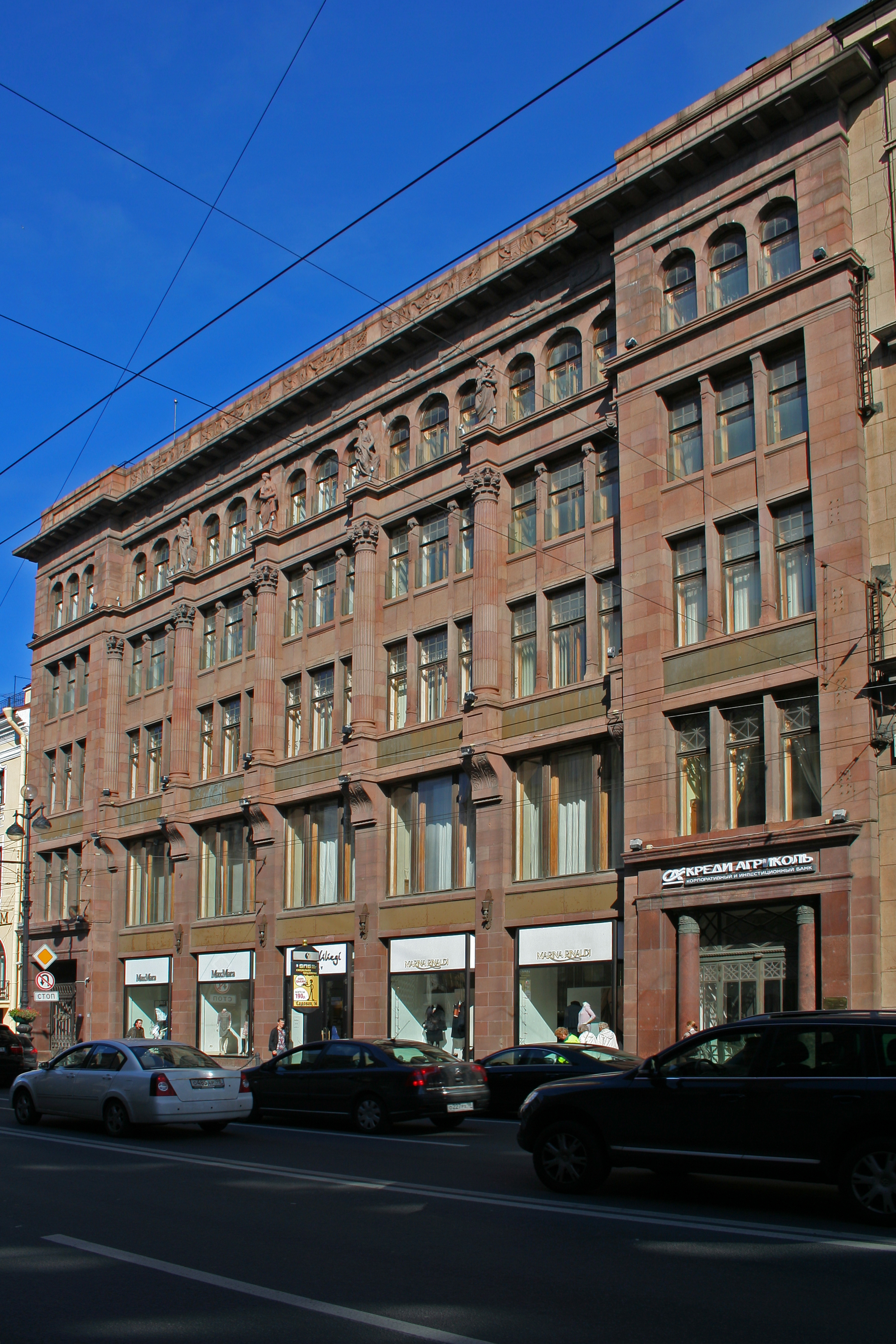
Szülőháza, a szentpétervári Nyevszkij proszpekt 12.

## Filmes munkái

### Filmszerepei
- 1918: Un roman d’amour et d’aventures; Jean Sarrazin / Jacques Sarrazin
- 1924: La voyante
- 1926: Camille; Mancha y Zaragosa
- 1934: Dîner de gala aux Ambassadeurs; önmaga
- 1935: A láthatatlan ellenség (Pasteur), Louis Pasteur
- 1936: Bonne chance!; Claude
- 1936: Le nouveau testament; Dr. Marcelin
- 1936: Mon père avait raison; Charles Bellanger
- 1936: Éjjeli kaland (Faisons un rêve…); a szerető
- 1937: A szerelem gyöngyei (Les perles de la couronne); Jean Martin / François Ier / Barras
- 1937: Désiré; Désiré Tronchai komornyik
- 1937: Le mot de Cambronne; Pierre Cambronne tábornok
- 1938: Francia négyes (Quadrille); Philippe de Morannes
- 1938: Kékszakáll nyolcadik felesége (Bluebeard’s Eighth Wife); szállodából távozó férfi
- 1938: Szerelmes századok (Remontons les Champs-Élysées); professzor / XV. Lajos
- 1939: 9 agglegény (Ils étaient neuf célibataires); Jean Lécuyer
- 1942: Le destin fabuleux de Désirée Clary; I. Napóleon
- 1943: Donne-moi tes yeux; François
- 1944: La Malibran; Eugène Malibran, a Szerző
- 1948: Le comédien; Lucien Guitry / önmaga
- 1948: A sánta ördög (Le diable boiteux); Talleyrand
- 1949: Aux deux colombes; Jean-Pierre Walter mester
- 1949: Toâ; Michel Desnoyer
- 1950: Le trésor de Cantenac; Cantenac báró
- 1950: Tu m’as sauvé la vie; Saint-Rambert báró
- 1951: Deburau; Jean-Gaspard Deburau pantomimes-színész / önmaga
- 1951: La poison; önmaga (a bevezetőben)
- 1952: Je l’ai été 3 fois!; Jean Renneval
- 1954: A Versailles-i kastély (Si Versailles m’était conté…); XIV. Lajos (idősen)
- 1955: Napóleon (Napoléon); Talleyrand herceg
- 1956: Si Paris nous était conté; XI. Lajos

### Rendező, forgatókönyvíró
- 1936: Éjjeli kaland (Faisons un réve); író, rendező, főszereplő

## Magyarul kiadott művei
- Egy szélhámos naplója. Regény; ford. Menyhárd Sebestyén; Káldor György, Bp., 1942
- Egy szélhámos naplója; Neografika Ny., Tel-Aviv, 195? (Forum könyvtár)
- Ez a villa eladó!; inː Divatos rossz szokások. Vidám jelenetek; NPI, Bp., 1981 (Színjátszók kiskönyvtára)

## További információ
- Sacha Guitry a PORT.hu-n (magyarul)
- Sacha Guitry az Internetes Szinkronadatbázisban (magyarul)
- Sacha Guitry az Internet Movie Database-ben (angolul)
- Sacha Guitry a Rotten Tomatoeson (angolul)
- Sacha Guitry az AlloCiné weboldalán (franciául)
- Sacha Guitry Profile. Famousfix.com. (Hozzáférés: 2023. február 18.)